# Torupilli

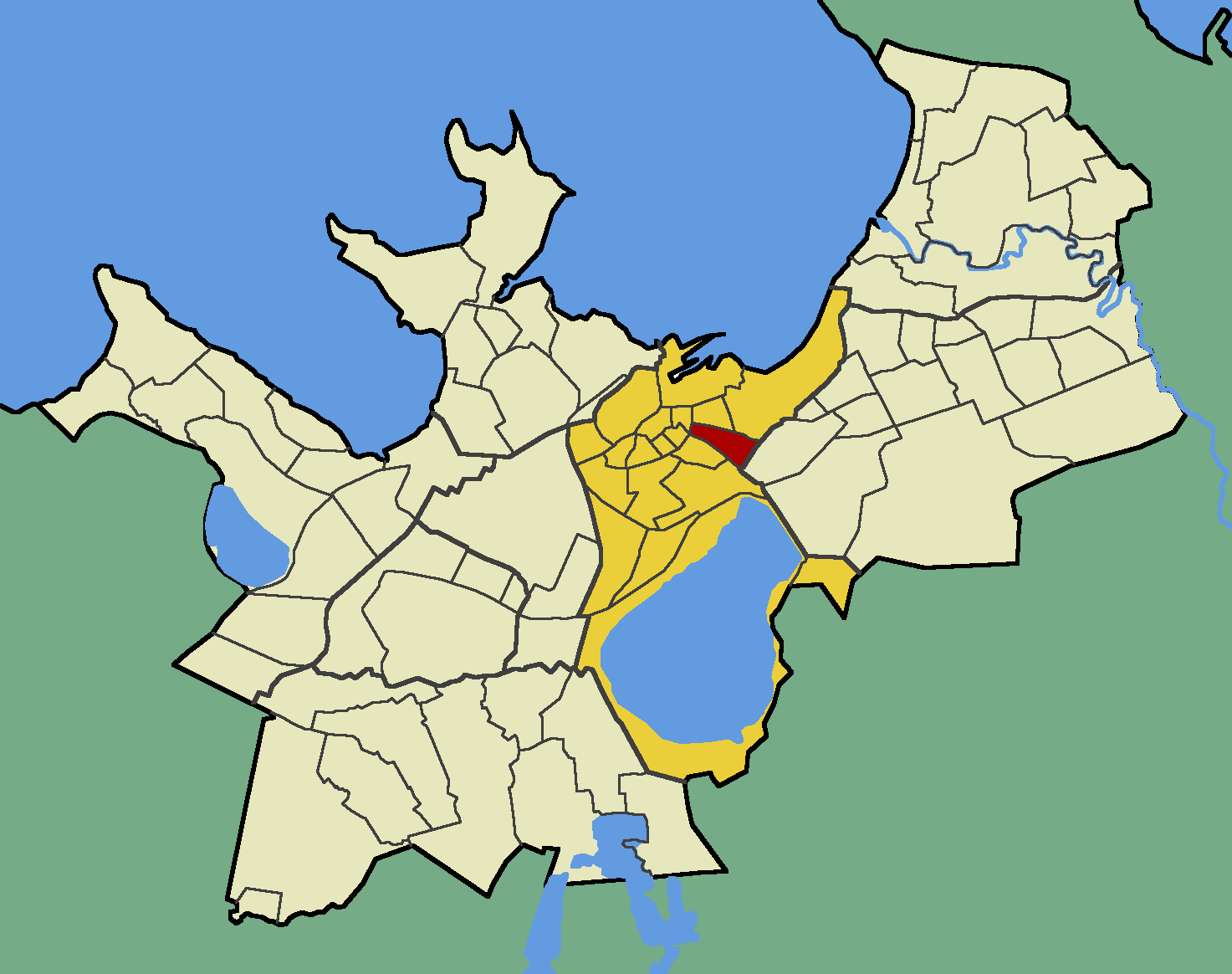
Der Bezirk Torupilli (rot) im Tallinner Stadtteil Kesklinn (gelb)

Torupilli (zu Deutsch „Sackpfeife“) ist ein Bezirk (estnisch asum) der estnischen Hauptstadt Tallinn. Er liegt im Stadtteil Kesklinn („Innenstadt“).

## Beschreibung und Geschichte
Torupilli hat 3.207 Einwohner (Stand 1. Mai 2010).
Der kuriose Name des Bezirks stammt von einer historischen Schänke, auf deren Schild ein Dudelsackspieler abgebildet war. Das Gasthaus ist seit 1803 urkundlich belegt.
Torupilli ist eine der jüngeren Vorstädte der estnischen Hauptstadt. Der Großteil der Flächen abseits der aus der Stadt heraus führenden Überlandstraßen wurde erst Ende des 18. Jahrhunderts und Anfang des 19. Jahrhunderts bebaut. Anlass war der Befehl des russischen Zaren Peters des Ersten, Tallinn nach der Eroberung von Schweden zu einem Marinestützpunkt auszubauen. In Torupilli erwarben zahlreiche Offiziere günstige Grundstücke.
Das Bevölkerungswachstum Tallinns an der Schwelle vom 19. zum 20. Jahrhundert ließ auch die Einwohnerzahl Torupillis sprunghaft ansteigen. Besonders in der Laulupeo-Straße entstanden Wohnhäuser mit schönen Jugendstil-Fassaden. Zu den Häusern aus der Zarenzeit kamen in der Zwischenkriegszeit die typischen Tallinner Holzbauten mit einem zentralen Treppenhaus aus Stein hinzu. Später entstanden vier- bis fünfgeschossige Häuser als Arbeiterwohnungen.
Mit der Industrialisierung Tallinns siedelten sich auch einige Betriebe in Torupilli an. So hatten etwa die Tallinner Zellulosefabrik und der Spirituosenhersteller Liviko dort ihren Sitz.

## Bilder

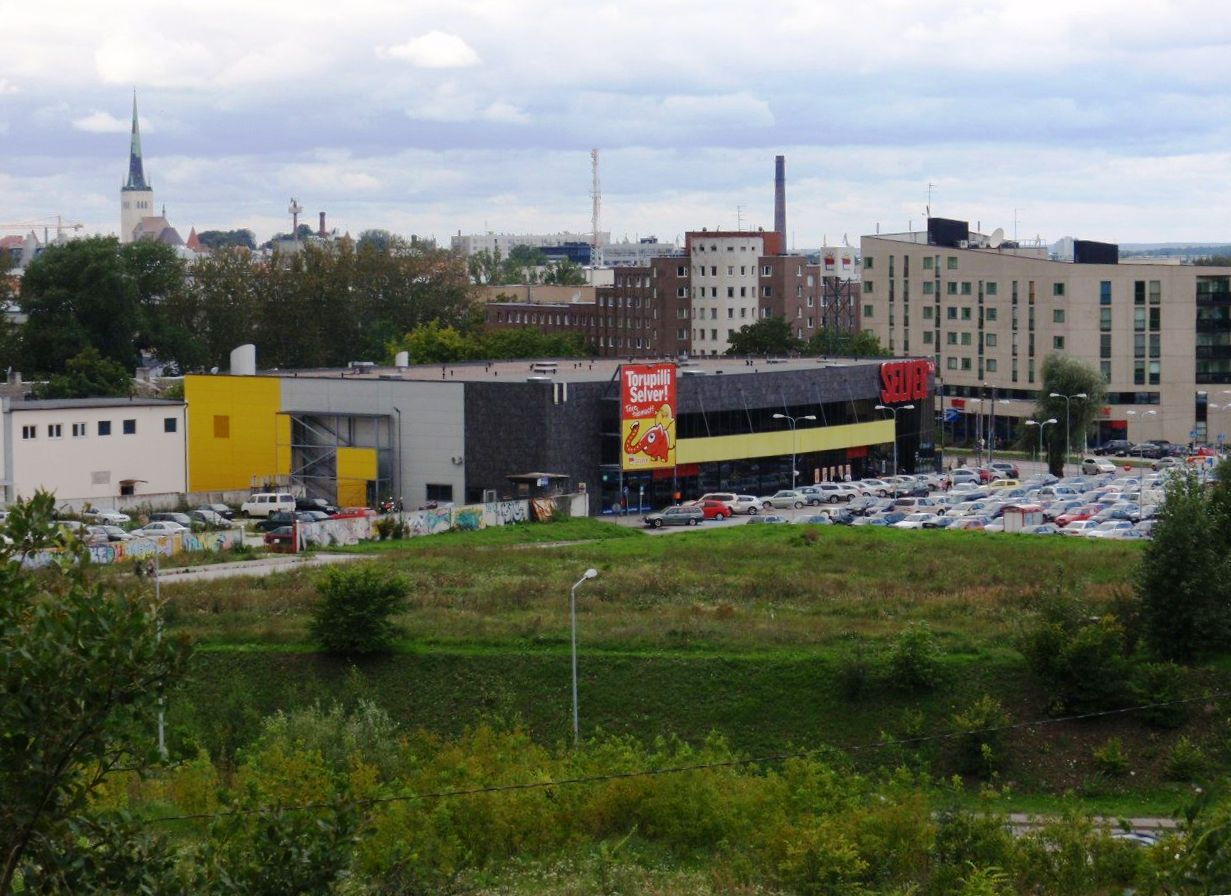
Blick auf den Supermarkt von Torupilli. Im Hintergrund die Türme der Tallinner Altstadt
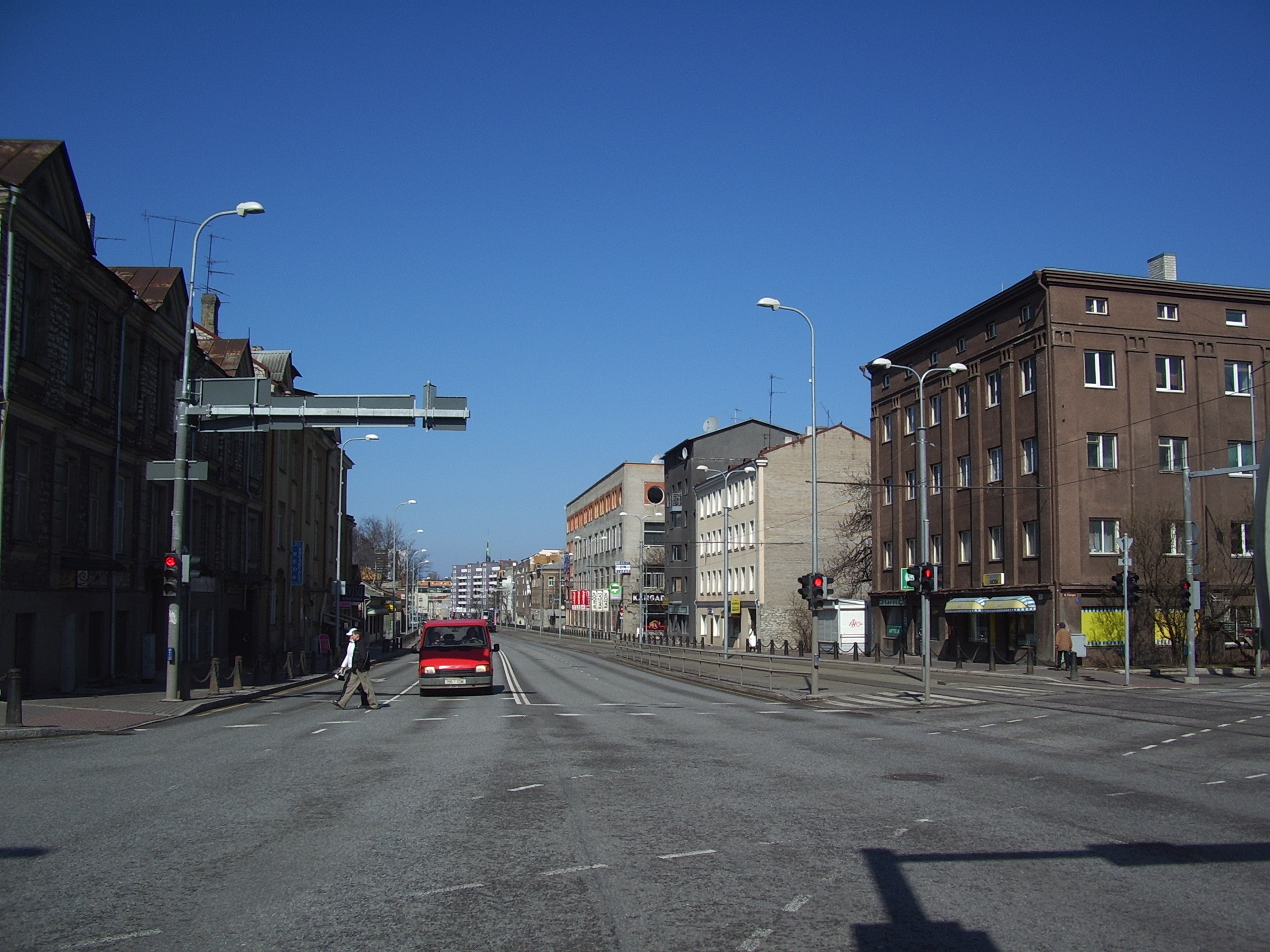
Straßenszene in Torupilli
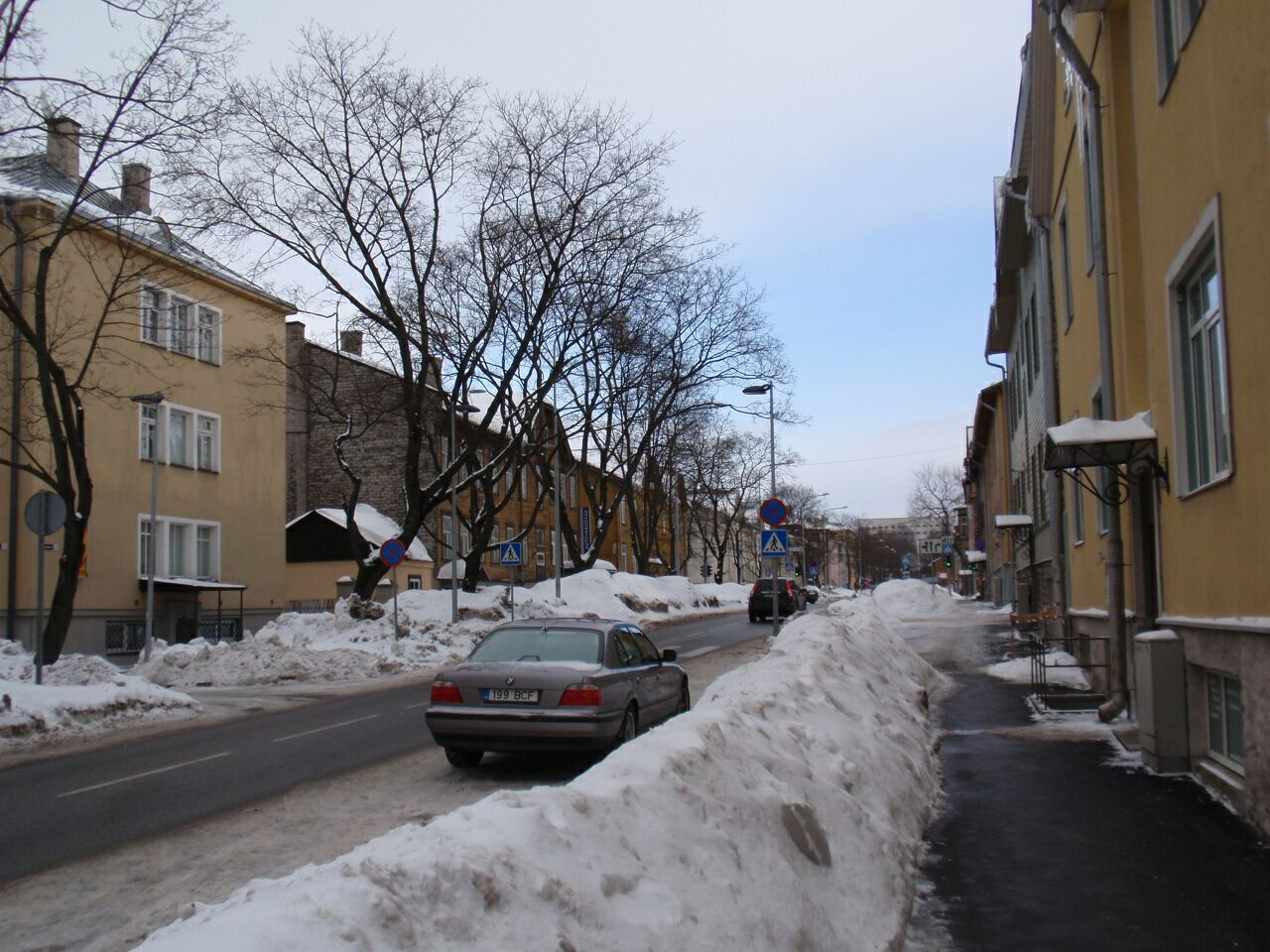
Typische Wohnbebauung in Torupilli
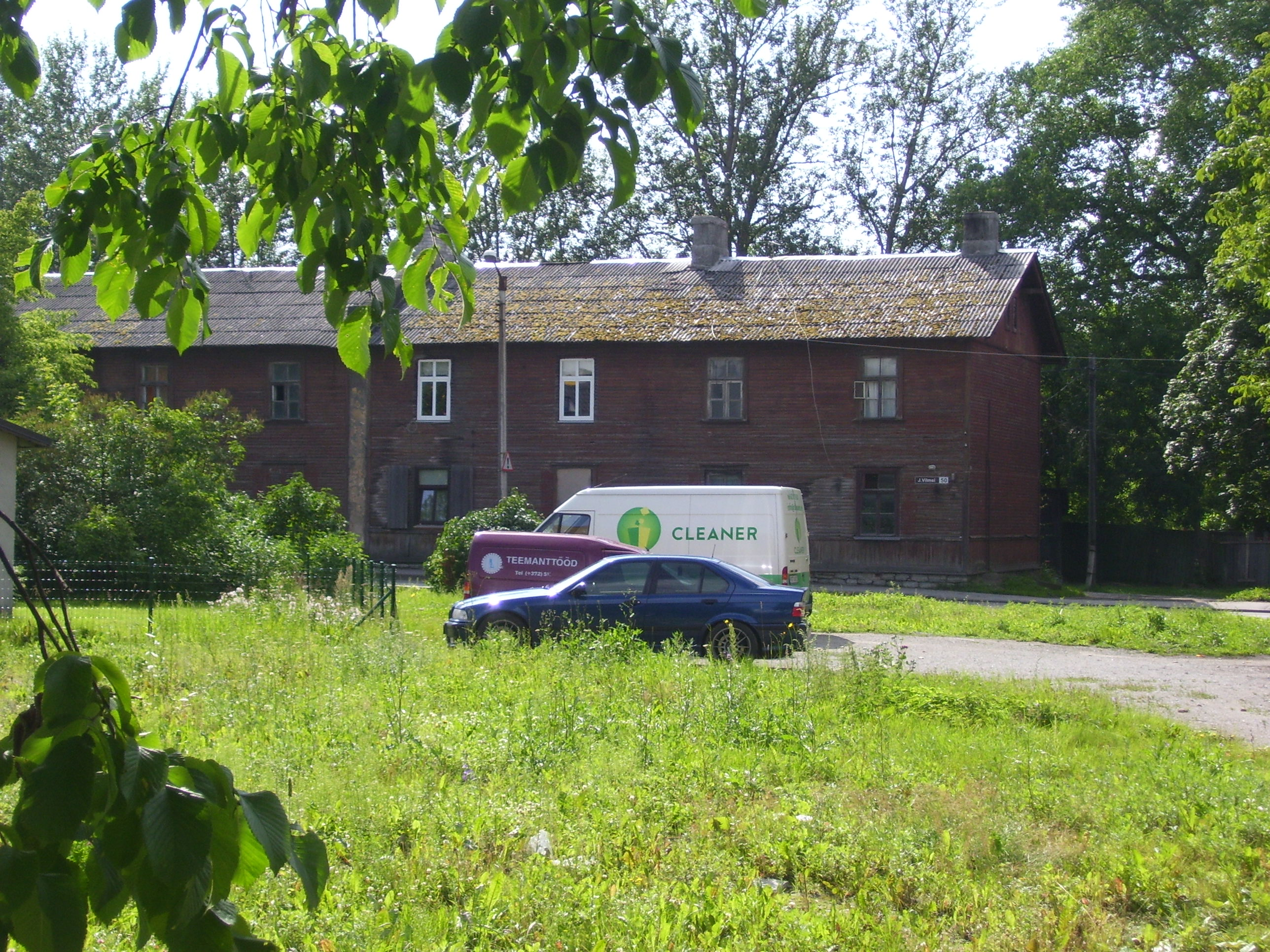
Alte Holzhäuser